# كريشنادفاريا

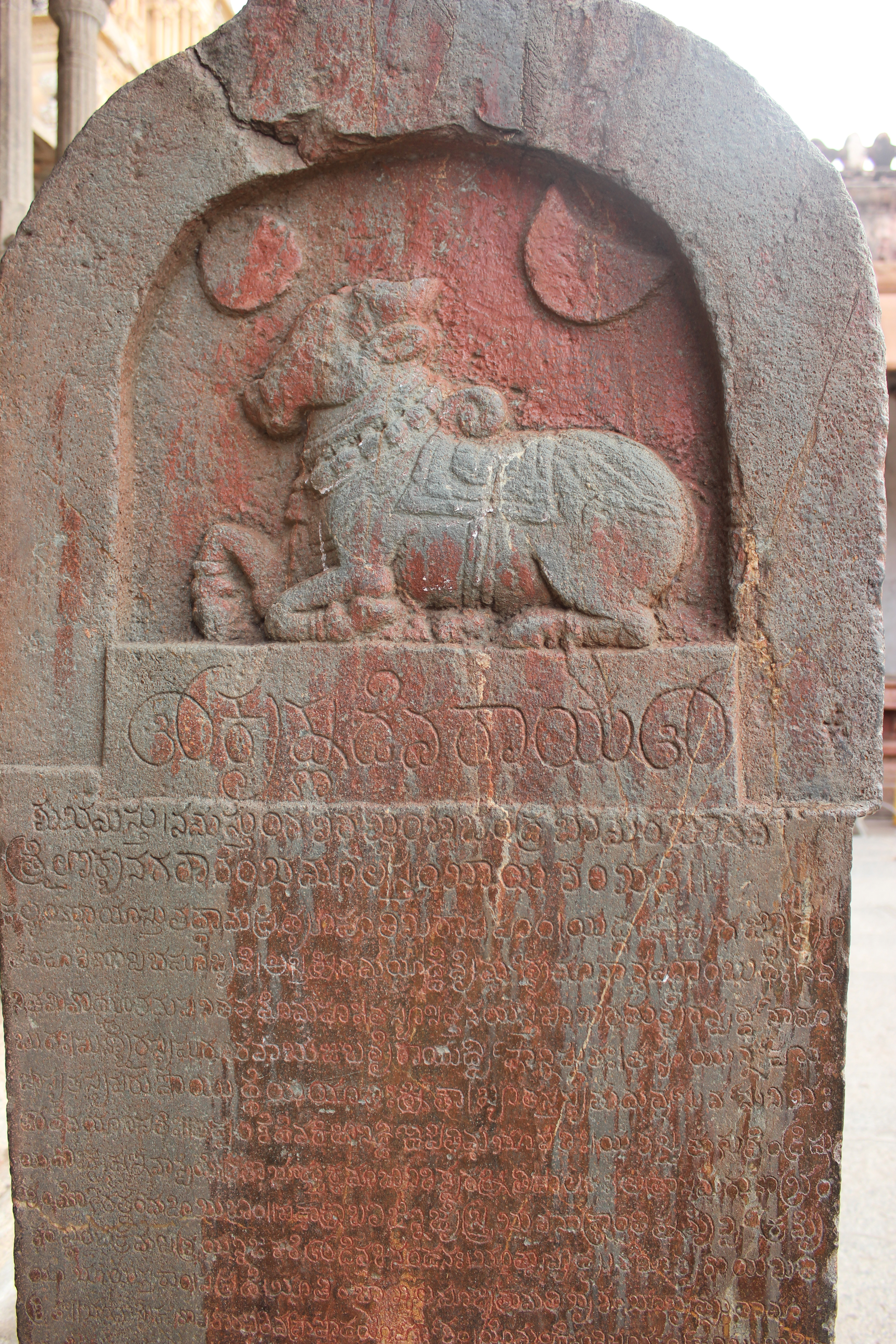
نقش باللغة الكنادية يعود إلى عام 1509 قبل الميلاد، يظهر فيه كريشناديفا رايا في معبد فيروباكشا في هامبي ويعرض تتويجه وبناء المانتابا الكبيرة المفتوحة

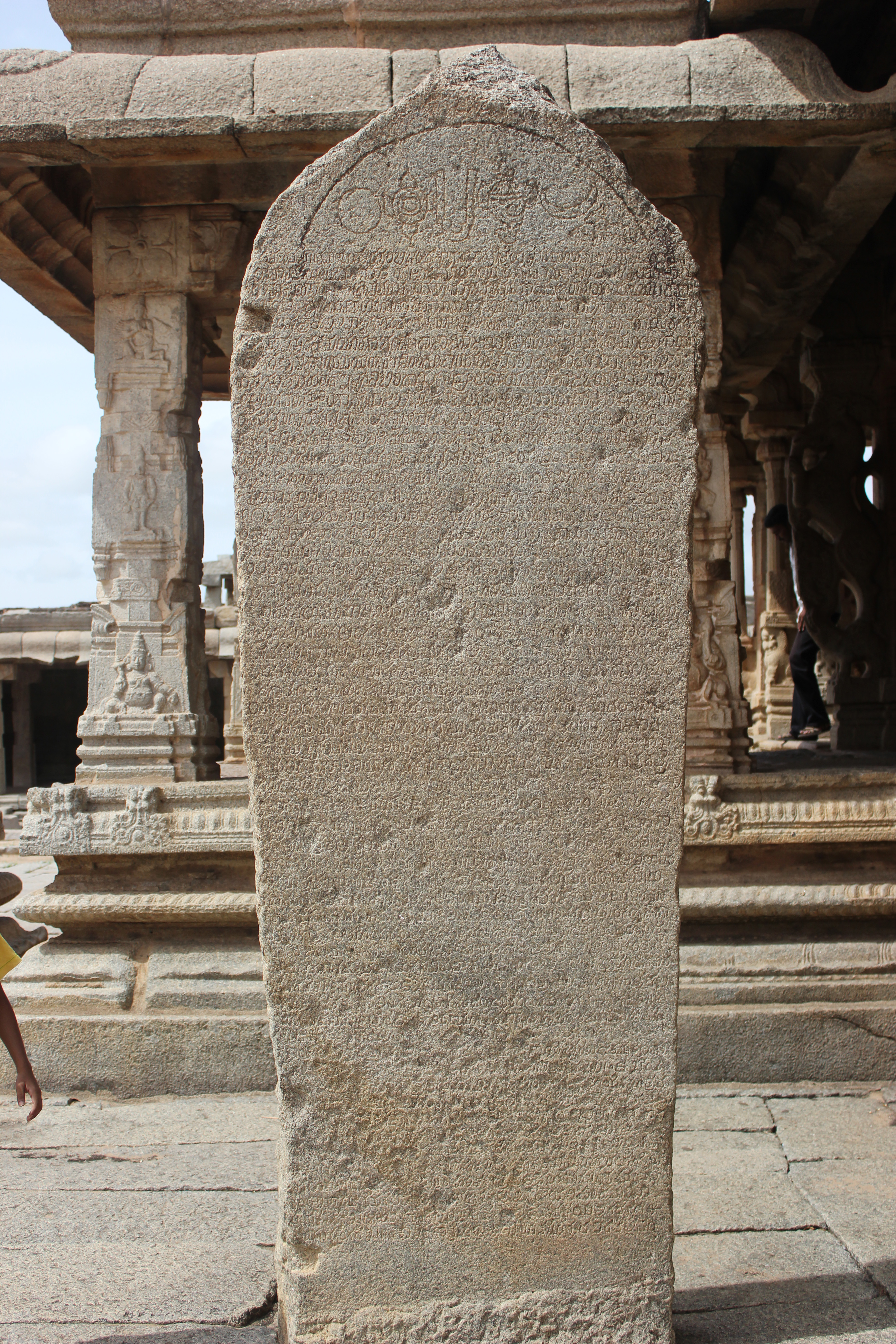
نقش باللغة الكنادية يعود إلى عام 1513 قبل الميلاد، يظهر فيه كريشناديفا رايا في معبد كريشنا في هامبي، ويصف النقش انتصاراته على مملكة جاجاباتي في أوريسا

كان Śrī Kṛṣṇa Deva Rāya والمعروف أيضًا باسم كريشنا ديفا رايا إمبراطورًا حكم إمبراطورية فيجاياناغارا من عام 1509 وحتى 1529 قبل الميلاد. وكان الحاكم الثالث ضمن أسرة تولوفا. تولى عرش الإمبراطورية في ذروة مجدها، ويعتبره الكثيرون في الهند رمزًا عظيمًا. وحاز الإمبراطور ديفا رايا ألقابًا عِدة مثل: أندهرا بهوجا (ఆంధ్రభోజ) ومورو رايارا غاندا (ಮೂರುರಾಯರಗಂಡ: ويعني ملك الملوك الثلاثة) كما سُمى بـكانادا راجيا راما رامانا(ಕನ್ನಡರಾಜ್ಯರಮಾರಮಣ).
وزار إمبراطورية فيجاياناغارا في عهده الرحالان البرتغاليان دومينجو بايس وفيرناو نونيز. واستفاد كريشنا ديفا رايا من وجودرئيس الوزراء الكفء تمياروسو والذي اعتبره كريشنا بمثابة أب له وكان تيماروسو المسئول عن تتويجه. وكان كريشنا ديفا رايا ابن تولوفا ناراسا نياكا، والذي كان قائدًا في الجيش تحت إمرة سالوفا ناراشيما ديفا رايا الذي تولى حكم الإمبراطورية ليدرأ عنها التفكك وأصبح بذلك مؤسس أسرة تولوفا وهي الأسرة الحاكمة الهندوسية الثالثة التي حكمت إمبراطورية فيجاياناغارا. وكان يوم تتويجه إمبراطورًا في يوم ميلاد إله الهندوس كريشنا. وبنى كريشنا ديفا رايا ضاحية جميلة بالقرب من فيجاياناغارا وأسماها «ناجالابورا». وكان الملك متوسط الطول، طلق المحيا، وكان جليلاً عند الزائرين الأجانب، صارمًا في تطبيق القانون، بيد أنه كانت تنتابه ثورات غضب. وكان يتمتع بلياقة جسدية عالية نظرًا لممارسته التمارين الرياضية يوميًا. وتشير كتابات الرحالة إلى أن الملك لم يكن يدير بلاده بكفاءة فحسب، بل كان أيضًا قائدًا حربيًا عظيمًا يقود جيوشه في المعارك من الخطوط الأمامية بل وكان يعود الجرحى منهم.

## وصلات خارجية
- The Golden Era of Telugu Literature from the Vepachedu Educational Foundation
- Krishnadevaraya's complex at Tirupati نسخة محفوظة 26 مايو 2013 على موقع واي باك مشين.
- Statutes of Krishnadevaraya and his wives at Tirupati. نسخة محفوظة 23 فبراير 2006 على موقع واي باك مشين.
- Gold coins issued during Krishnadevaraya's reign
- A Forgotten Empire (Vijayanagar): a contribution to the history of India (Translation of the Chronica dos reis de Bisnaga written by Domingos Paes and Fernão Nunes about 1520 and 1535, respectively, with a historical introduction by Robert Sewell)